# Phycopsis
Phycopsis is een geslacht van sponsdieren uit de klasse van de Demospongiae (gewone sponzen).

## Soorten
- Phycopsis epakros (Hooper & Levi, 1993)
- Phycopsis fruticulosa Carter, 1883
- Phycopsis fusiformis (Lévi, 1967)
- Phycopsis hirsuta Carter, 1883
- Phycopsis hispidula (Ridley, 1884)
- Phycopsis papillata (Hooper & Lévi, 1993)
- Phycopsis setosa (Bowerbank, 1873)
- Phycopsis styloxeata Lage, Carvalho & Menegola, 2013